# Claus-Dieter Weich
Claus-Dieter Weich (* 9. Januar 1950 in Barleben) ist ein deutscher Politiker (DVU). Er war von 1998 bis 2002 Mitglied im Landtag Sachsen-Anhalt.

## Ausbildung und Leben
Claus-Dieter Weich schloss 1966 die POS ab und machte eine Ausbildung zum Stahlbauschlosser. Nach dem Abschluss der Ausbildung 1968 arbeitete er 30 Jahre als Stahlbauschlosser, Arbeitsgruppenleiter und Lehrfacharbeiter.
Claus-Dieter Weich ist geschieden und hat zwei Kinder.

## Politik
Claus-Dieter Weich wurde bei der Landtagswahl in Sachsen-Anhalt 1998 über die Landesliste in den Landtag gewählt. Im Landtag ist er Mitglied im Ausschuss für Arbeit, Gesundheit und Soziales und im Ausschuss für Gleichstellung, Kinder, Jugend und Sport. Er war Mitglied der DVU-Fraktion, die am 15. Februar 2000 in Fraktion der  Freiheitlichen Deutschen Volkspartei – FDVP umbenannt wurde und stellvertretender Vorsitzender der FDVP-Fraktion. Zu der Spaltung der Fraktion siehe DVU Sachsen-Anhalt.